# Tập đoàn Dệt may Việt Nam
Tập đoàn Dệt may Việt Nam (tên giao dịch tiếng Anh: The Vietnam National Textile and Garment Group; tên gọi tắt: Vinatex) là một Tập đoàn kinh tế nhà nước của Việt Nam, tổ hợp các công ty đa sở hữu gồm có công ty mẹ Tập đoàn Dệt may Việt Nam; các đơn vị nghiên cứu đào tạo; và gần 120 công ty con, công ty liên kết là các công ty cổ phần, kinh doanh đa lĩnh vực từ sản xuất – kinh doanh hàng dệt may đến hoạt động thương mại dịch vụ; có hệ thống phân phối bán buôn, bán lẻ; hoạt động đầu tư tài chính, đầu tư vào lĩnh vực hỗ trợ ngành sản xuất chính dệt may...
Tập đoàn Dệt May chính thức được thành lập vào cuối năm 2005. Tuy nhiên, ý đồ thành lập một tập đoàn kinh doanh mạnh trong ngành công nghiệp dệt và may mặc thì đã hình thành từ đầu thập niên 1990, khi Tổng công ty Dệt May Việt Nam được thành lập như một tổng công ty 91.
27 tháng 5 năm 2010 vinh dự đoán nhận Huân chương Sao vàng.